# Orcaella heinsohni
O golfinho-australiano (nome científico: Orcaella heinsohni), também conhecido por golfinho-de-heinsohn, é uma espécie de mamífero cetáceo pertencente à família Delphinidae. Foi descrita pela primeira vez em 2005, com distribuição pelo norte da Austrália. Possui três cores, o que o diferencia da espécie Orcaella brevirostris, seu parente mais próximo.
Seu epíteto específico, heinsohni, foi escolhido em homenagem ao biólogo australiano George Heinsohn, que trabalhou na Universidade James Cook.